# Espagne aux Jeux mondiaux de 2017
Cet article contient des informations sur la participation et les résultats de l' Espagne aux Jeux mondiaux de 2017 à Wrocław en Pologne.

## Médailles

### Or
| Sport               | Discipline                              | Sportifs                       |
| Médailles d'or : 3  |                                         |                                |
| Billard             | Hommes - Billard français               | Daniel Sánchez                 |
| Gymnastique aérobic | Paire mixte                             | Sara Moreno Vicente Lli Lloris |
| Roller de vitesse   | Hommes - Route - 200 m Contre la montre | Ioseba Fernández               |

### Argent
| Sport                  | Discipline    | Sportifs                  |
| Médailles d'argent : 4 |               |                           |
| Karaté                 | Femmes - Kata | Sandra Sánchez            |
| Karaté                 | Hommes - Kata | Damián Quintero           |
| Muay-thaï              | Hommes -54 kg | Kevin Martinez            |
| Roller artistique      | Femmes        | Mònica Gimeno i Coma (ca) |

### Bronze
| Sport                   | Discipline                               | Sportifs |
| Médailles de bronze : 7 |                                          | |
| Boules                  | Hommes - Pétanque Double                 | Enrique Catalan Manuel Romero |
| Kayak-polo              | Tournoi masculin                         | Espagne- Victor Gonzalez Azpiazu - Angel Gordo Herrero - Sergio Corbella Trillo - Adrian Hermida - Alejandro Gordo Herrero - Vicente Claramonte Ballester - Alejandro Casal Dasilva - Alejandro Valls Valls                                                                        |
| Beach handball          | Tournoi féminin                          | Espagne - Silvia Lladro Fernandez - Asuncion Batista Portero - Patricia Conejero Galan - Raquel Caño (en) - Sara Henandez Torrico - Sonora Lucia Solano Caballero - Andrea Sanchez Barrios - Maria Luisa Garcia Toro - Cristina Conejero Galan - María del Carmen Sanhez Hernández |
| Karaté                  | Hommes - Kumite -60 kg                   | Matías Gómez García |
| Roller de vitesse       | Hommes - Route - 10 000 m Course à point | Patxi Peula |
| Roller de vitesse       | Hommes - Route - 20 000 m Élimination    | Patxi Peula |
| Sauvetage sportif       | Hommes - Relais 4 x 25 m Mannequin       | Eduardo Blasco Sergio Calderon Carlos Perianez Jose Victor Carcia |